# Calyptraster tenuissimus
Calyptraster tenuissimus är en sjöstjärneart som beskrevs av Bernasconi 1966. Calyptraster tenuissimus ingår i släktet Calyptraster och familjen knubbsjöstjärnor. Inga underarter finns listade i Catalogue of Life.